# Passe stratégique
 (octobre 2010).
Si vous disposez d'ouvrages ou d'articles de référence ou si vous connaissez des sites web de qualité traitant du thème abordé ici, merci de compléter l'article en donnant les références utiles à sa vérifiabilité et en les liant à la section « Notes et références ».
Une passe stratégique est un axe de passage primordial d'un point de vue militaire.

## Passes historiques célèbres
Afghanistan
- Passe de Khyber : en mai 1879, le  traité de Gandomak en accorde la surveillance aux Anglais.

Allemagne
- Trouée de Fulda, durant la guerre froide, axe possible d'invasion de l'Allemagne de l'Ouest.

Birmanie/Thaïlande
- Col des Trois Pagodes, axe constant des invasions entre les deux pays.

Chine
- Passe Jianmen : dans le Sichuan
- Passe Juyong : passe stratégique de la Grande Muraille à Pékin[1].
- Col du Dragon d'or : très tôt baptisé « première fortification naturelle du Nord ».

Égypte
- Col de Mitla : col stratégique située au nord-ouest de la péninsule du Sinaï lors de la guerre de Suez[2].

France
- Passe de l'étang de Berre : à La Fare-les-Oliviers
- Passe du Mont Saint-Rigaud : passe stratégique qui se faufile entre ces reliefs occidentaux et mène à la vallée de la Loire.

Italie
- Passe de la Stradella : passe stratégique conquise par Napoléon en vue de préparer la bataille de Montebello.
- Passe des Fourches Caudines : l'une des plus célèbres passes stratégiques de l'Histoire, qui donna l'expression « passer sous les fourches caudines ».

Syrie
- Passe de la forteresse de Balatonos[3] : passe stratégique établie dans les contreforts du Djébel Ansariyeh assurant les liaisons entre l'intérieur des terres et les ports de la côte.